# Todd Fuller
Todd Douglas Fuller (Fayetteville, Carolina del Norte, 25 de julio de 1974) es un exjugador de baloncesto estadounidense que jugó cinco temporadas en la NBA, antes de actuar en ligas de Europa y Australia. Con sus 2,11 metros de estatura, se desempeñaba en la posición de pívot.

## Trayectoria deportiva

### Universidad
Fuller comenzó jugando en el Instituto Charlotte Christian en Charlotte, Carolina del Norte. Allí fue entrenado por Bobby Jones, legendario exjugador de Philadelphia 76ers. Después se formó en la Universidad de North Carolina State, donde completó un exitoso periplo de cuatro años. En la temporada 1992-93 dio pequeñas muestras de lo que podía dar de si. Promedió 5.2 puntos y 3.6 rebotes que al año siguiente se convirtieron en 11.8 y 8.4, para ser elegido en el Tercer Mejor Quinteto de la Atlantic Coast Conference. La explosión del jugador llegó a partir de su año júnior, en la temporada 1994-95, donde se fue hasta los 16.4 puntos y 8.5 rebotes. Fue elegido en el 2.º Mejor Quinteto de la ACC. Su mejor año como jugador lo vivió en la temporada siguiente, la que sería su última actuación con los NC State Wolfpack: registró 20.9 puntos y 9.9 rebotes, cifras que le valieron para ser el máximo anotador de la Atlantic Coast Conference y el segundo mejor reboteador. Lógicamente fue elegido en el Mejor Quinteto de la ACC.
Además de su excelente carrera como deportista, Fuller se destacó como un brillante estudiante, graduándose cum laude con un Bachelor of Science en Matemáticas aplicadas. Fue elegido Academic All-America. Salió de la universidad con su expediente académico repleto de matrículas de honor y de sobresalientes, y rechazó la prestigiosa beca Rhodes de la Universidad de Oxford para poder cumplir su sueño de jugar en la NBA.
Después de 11 años, la Universidad de North Carolina State le homenajeó retirándole su dorsal 52, que cuelga hoy en día del techo del RBC Center.

### Profesional
Golden State Warriors le eligió en el número 11 del  Draft de la NBA de 1996. En Oakland pasó dos temporadas en las que no pudo demostrar lo que fue en la NCAA. Sus números en su año rookie fueron de 4 puntos y 3.3 rebotes de media, idénticas estadísticas a las que firmó en su segunda temporada. En la temporada 1998-99, los Warriors lo traspasaron a Utah Jazz a cambio de una 2.ª ronda de draft. En Utah las cosas siguieron por el mismo camino y sus dos últimas temporadas en Charlotte Hornets (1999-00) y Miami Heat (2000-01) resumen la carrera de un jugador que nunca estuvo a la altura de las expectativas que había creado en la NCAA.
Finalizó su carrera en la NBA promediando 2.6 puntos y 2.8 rebotes, y está considerado como uno de los fiascos importantes que ha dado el Draft de la NBA.
En relación con la anécdota de salir elegido delante de Kobe Bryant, Fuller comentó:

Estoy orgulloso de haber sido elegido por delante de Kobe, aunque por entonces nadie sabía mucho de él; y de haber jugado cuatro temporadas en la NBA, pese a que me pasé más tiempo en el banquillo que en la cancha.

Tras ser cortado por Orlando Magic daba el salto a Europa en enero de 2001. Su primera experiencia en el Viejo Continente le llegaba en el Gijón Baloncesto de la ACB. En la 2002-03 sustituía a Žan Tabak en el DKV Joventut y posteriormente a Harper Williams en Bàsquet Manresa. Acabaría la temporada en el Prokom Trefl Sopot de Polonia. En 2003-04 disputó la liga LEB en las filas del CB Tarragona, donde promedió 13 puntos y 8.4 rebotes. Tuvo un breve paso por el Apollon Patras, antes de regresar al equipo tarraconense para sustituir a Bryan Sallier. Promedió 11.6 puntos y 7.8 rebotes. Su siguiente parada fue en la LEB-2, de la mano del Club Baloncesto Rosalía de Castro.
Su último equipo fueron los South Dragons de la NBL australiana, con los que sólo jugó cinco partidos con registros de 18 puntos y 9 rebotes en un equipo entrenado por Mark Price y que contaba con Shane Heal como capitán.

## Estadísticas de su carrera en la NBA

### Temporada regular
| Temporada | Edad | Equipo                | Liga | P   | TIT | MIN  | TC  | TCA | %TC  | 3P  | 3PA | %3P  | TL  | TLA | %TL   | R.OF. | R.DEF. | REB | ASIS | ROB | TAP | PER | FP  | PTS |
| 1996-97   | 22   | Golden State Warriors | NBA  | 75  | 18  | 12.7 | 1.5 | 3.5 | .426 | 0.0 | 0.0 |      | 1.0 | 1.5 | .691  | 1.4   | 1.9    | 3.3 | 0.3  | 0.1 | 0.3 | 0.7 | 1.9 | 4.0 |
| 1997-98   | 23   | Golden State Warriors | NBA  | 57  | 1   | 10.8 | 1.5 | 3.6 | .420 | 0.0 | 0.1 | .000 | 1.0 | 1.4 | .688  | 1.1   | 2.4    | 3.4 | 0.2  | 0.1 | 0.3 | 0.6 | 1.6 | 4.0 |
| 1998-99   | 24   | Utah Jazz             | NBA  | 42  | 2   | 11.0 | 1.3 | 3.0 | .452 | 0.0 | 0.0 |      | 0.7 | 1.2 | .600  | 0.7   | 1.7    | 2.4 | 0.1  | 0.1 | 0.3 | 0.6 | 1.4 | 3.4 |
| 1999-00   | 25   | Charlotte Hornets     | NBA  | 41  | 2   | 9.7  | 1.2 | 3.0 | .418 | 0.0 | 0.0 |      | 0.8 | 1.3 | .604  | 0.9   | 1.8    | 2.7 | 0.1  | 0.2 | 0.2 | 0.7 | 1.1 | 3.3 |
| 2000-01   | 26   | Miami Heat            | NBA  | 10  | 0   | 7.7  | 1.0 | 3.5 | .286 | 0.0 | 0.0 |      | 0.8 | 0.8 | 1.000 | 0.7   | 1.1    | 1.8 | 0.1  | 0.3 | 0.2 | 0.3 | 1.0 | 2.8 |
| Carrera   |      |                       | NBA  | 225 | 23  | 11.1 | 1.4 | 3.3 | .421 | 0.0 | 0.0 | .000 | 0.9 | 1.3 | .668  | 1.1   | 1.9    | 3.0 | 0.2  | 0.2 | 0.3 | 0.6 | 1.6 | 3.7 |

### Playoffs
| Temporada | Edad | Equipo    | Liga | P  | MIN | TCA | TC | 3PA | 3P | TLA | TL | R.OF. | REB | ASIS | ROB | TAP | PER | FP | PTS | %TC  | %3P | %FT  | MIN  | PTS | REB | AST |
| 1998-99   | 24   | Utah Jazz | NBA  | 10 | 105 | 10  | 26 | 0   | 0  | 6   | 10 | 8     | 28  | 0    | 0   | 2   | 5   | 21 | 26  | .385 |     | .600 | 10.5 | 2.6 | 2.8 | 0.0 |
| Carrera   |      |           | NBA  | 10 | 105 | 10  | 26 | 0   | 0  | 6   | 10 | 8     | 28  | 0    | 0   | 2   | 5   | 21 | 26  | .385 |     | .600 | 10.5 | 2.6 | 2.8 | 0.0 |

## Vida personal
Vive en Charlotte con su esposa, Elizabeth "Libby" Shaw, que es profesora en un colegio.
Fuller fue también conocido por su marcada fe cristiana. Defendió la abstinencia sexual antes del matrimonio.
Tiene el certificado de piloto privado por la Administración Federal de Aviación.